# 自由公寓
自由公寓（英語：Liberty Apartments）位于上海市徐汇区五原路258号，南邻五原路、永福路路口，是一幢现代风格的高层历史公寓住宅。

## 历史
自由公寓建于1933年，一说建于1937年。建筑由上海设计师奚福泉设计，二战期间曾有德国人居住于此。现在该公寓为普通民居。1994年，公寓入选第二批上海市优秀历史建筑。2003年，公寓列入徐汇区登记不可移动文物名单。

## 建筑特色
自由公寓占地面积1220平方米，高九层,为钢筋混凝土结构建筑。自由公寓与邻近的麦琪公寓、卫乐公寓类似，是一幢袖珍公寓，也是上海少有的不临街公寓之一。为了充分利用有限的建筑基地面积，公寓的建筑平面采取四开间点状式。该公寓是一幢典型的现代风格建筑，局部具有装饰艺术的特征。其主立面朝南，结构中轴对称，材质为褐色砖。立面中部为九层，两翼为八层，做出层层跌落的效果，以丰富立面造型。建筑中部的窗框及两翼的窗下板均为白色，立面中央布置三条白色水泥装饰带。建筑底层为粗石基座，具有古典主义的特征。
公寓入口位于其南侧，中部为楼梯间，电梯位于北侧。其底层南部设置了两个一室户，北部设有锅炉房与公寓管理室；其上每层于楼梯间两侧各设两个三室户。公寓两翼北侧设小楼梯，原为仆人进出的通道，紧急时也作为消防楼梯使用。
公寓南部有一小花园，另有汽车间等附屋。